# 伊達宗遠
伊達宗遠(1324年—1385年6月28日) ，日本南北朝时代武將。官位为從五位下・彈正少弼，是伊達氏的第8代家督。

## 生平
正平3年（1348年），繼承伊達氏的家督。
天授3年（1377年），將家督交由其子伊達政宗接任。同6年（1380年），與政宗率領軍隊攻陷米澤城

，此城直到天正19年（1591年）皆為伊達氏的管轄下。

## 家族
- 父亲：伊達行朝（1291-1348）
- 母亲：静照院 - 田村氏
- 妻子：高明院 - 結城宗広的女儿、也有说法认为是最上氏。
  - 儿子：伊達政宗（1353-1405）
- 生母不明的子女
  - 儿子：大條宗行 - 大枝宗行
  - 女子：最上直家室
  - 儿子：伊達遠賢

伊达家族的初期族谱与同时期的史料记载相比较有互相抵触，部分内容存在争议。

## 備註
1. ↑  平凡社地方資料センター (编). . 日本: 平凡社. 1988. ISBN 4582490093 （日语）.